# Линденштраусс, Элон
Эло́н Линденштра́усс (ивр. אילון לינדנשטראוס‎; род. 1970, Иерусалим) — израильский математик и преподаватель, первый (и пока единственный) израильский лауреат премии Филдса.

## Биография
Родился в 1970 году в Иерусалиме, отец — известный математик Йорам Линденштраусс. В 18 лет получил бронзовую медаль на международной олимпиаде по математике.  Во время службы в Армии Обороны Израиля по программе Тальпиот получил медаль Министерства Обороны. Демобилизовался в 26 лет в звании майора.
Окончил Еврейский университет в Иерусалиме, стал доктором  (Ph. D.) в 1999 году. Работал в американских университетах: Стэнфорд, Принстон, а также в Математическом институте Клэя. С 2009 года — вновь в Израиле, профессор в Еврейском университете в Иерусалиме.
В 2010 году первым из израильских математиков удостоился премии Филдса за работы по эргодической теории.